# Амотивациони синдром
Амотивациони синдром је образац понашања који се често сусреће код клијената који су патили од екстензивне зависности од супстанци. Они изгледају кооперативно и пружају мало отпора интервенцији, показују мало интересовања за разрешење њихове зависности или имају друге емотивне и социјалне проблеме изазване, пре свега, недостатком мотивације.